# Bassano Gabba
Bassano Gabba (Milano, 12 settembre 1844 – Bergamo, 4 novembre 1928) è stato un avvocato, giurista e politico italiano.

## Biografia
Consigliere e assessore comunale e consigliere provinciale di Milano, ha insegnato negli istituti tecnici della città ed ha esercitato per tutta la sua vita la professione forense. Appassionato studioso di storia del diritto e filosofia, è stato un prolifico scrittore, attività che gli ha valso la nomina a membro del Reale istituto lombardo di scienze e lettere. Ha ricoperto, seppure per pochi giorni, la carica di sottosegretario di Stato al Ministero dei lavori pubblici nel primo governo di Rudinì.

## Opere
- Manuale del cittadino italiano o Instituzioni di morale e di doveri e diritti. Milano: Libreria editrice di educazione e d'istruzione di Paolo Carrara, 1876
- Lo scrutinio di lista: conferenza tenuta il 18 maggio p. p. nella sala del Ridotto della Scala. Stabilimento della Tipografia Sociale, 1879
- Di Marco Aurelio Antonino Imperatore: conferenza detta nel Circolo Filologico Milanese il 18 maggio 1884. Milano: Fratelli Dumolard, 1884
- Avanti l'eccellentissima r. Corte d'appello in Milano: Comparsa di replica del sig. Oscar Vonwiller banchiere residente in Milano convenuto e coappellante, rappresentato in questo giudizio dall'avv. Bassano Gabba. s. n., 1885
- Dei monopolii sui beni comunali destinati a pubblico uso: lettura fatta dai soci avv. Bassano Gabba e avv. Carlo Rougier nell'assemblea del 1. luglio 1886 per incarico dell'associazione. Tipografia del Riformatorio Patronato, 1886
- Lo scrutinio di lista : relazione letta in nome della Commissione incaricata di studiare e riferire sulla questione dello scrutinio di lista. Milano: Tipografia Della Perseveranza, 1890
- Trenta anni di legislazione sociale. Torino: Fratelli Bocca, 1901
- Sul progetto di legge per la riforma giudiziaria: discorso tenuto nell'adunanza del giorno 1. marzo 1903. Milano: Società Editrice Libraria, 1903
- Dottrine religiose e sociali del conte L. N. Tolstoi. Milano: Fratelli Treves, 1903
- Un parallelo storico: (Marco Aurelio - Gregorio Magno). Milano: Tipografia Rebeschini di Turati, 1904
- L' americanismo. Milano: tipo-litografia Rebeschini di Turati e C., 1906
- Del voto obbligatorio. s. n., 1911
- Dal socialismo al sindacalismo. Pavia: Tipografia successori fratelli Fusi, 1914
- Le dottrine antroposociologiche del Conte di Gobineau. U. Hoepli, 1915
- Lo Stato e l'esame di Stato. s. n., 1921
- Paolo da tarso: Scene apostoliche. Bergamo: Istituto Italiano D'arti Grafiche, 1924
- Lutero : studio critico-storico. Bergamo: Istituto italiano d'arti grafiche, 1926